# Beat Schumacher
Beat Schumacher (ur. 16 marca 1964 w Sulz) – szwajcarski kolarz przełajowy i szosowy, dwukrotny medalista przełajowych mistrzostw świata.

## Kariera
Pierwszy sukces w karierze Beat Schumacher osiągnął w 1982 roku, kiedy zdobył złoty medal w kategorii juniorów podczas przełajowych mistrzostw świata w Lanarvily. Na rozgrywanych trzy lata później mistrzostwach świata w Monachium był drugi wśród amatorów. W zawodach tych wyprzedził go jedynie Mike Kluge z NRD, a trzecie miejsce zajął kolejny Szwajcar, Bruno D'Arsié. Był to jedyny przypadek, w którym Schumacher znalazł się w pierwszej dziesiątce seniorskich mistrzostw świata. W 1985 roku zdobył brązowy medal przełajowych mistrzostw Szwajcarii. Startował także na szosie, zdobywając między innymi złoty medal mistrzostw świata juniorów w 1981 roku. Nigdy nie wystąpił na igrzyskach olimpijskich.